# 多治比真宗
多治比 真宗（たじひ の まむね、神護景雲3年（769年） - 弘仁14年6月11日（823年7月22日））は、奈良時代後期から平安時代初期にかけての桓武天皇の夫人。参議多治比長野の娘。官位は正三位。

## 生涯
延暦5年（786年）には所生の葛原親王が生まれているので、この頃までには桓武天皇に入内している。『一代要記』によると、延暦16年（797年）に従三位に叙され、夫人となったという。後宮では葛原親王をはじめ六親王を生んだ。
その後、息子の佐味親王と同居していた頃には、藤原仲成が妻（笠江人の娘）の叔母に言い寄り、それを嫌った叔母が真宗と佐味親王の邸に逃げこむと、仲成はそこにあがりこみ暴行を加えた、ということがあった。弘仁14年（823年）に死去。正二位を追贈された。葬儀に際して、四位2人、五位5人、六位以下11人からなる葬司が任命され、淳和天皇が詔りしている（内容は不明）。

## 系譜
- 父：多治比長野
- 母：不詳
- 夫：桓武天皇
  - 皇子：葛原親王（786年 - 853年）
  - 皇子：佐味親王（793年 - 825年）
  - 皇子：賀陽親王（794年 - 871年）
  - 皇子：大徳親王（798年 - 803年）
  - 皇女：因幡内親王（? - 824年）
  - 皇女：安濃内親王（? - 841年）

葛原親王は桓武平氏の祖となった。